# Amphiporus perrieri
Amphiporus perrieri är en djurart som tillhör fylumet slemmaskar, och som beskrevs av Louis Joubin 1902. Amphiporus perrieri ingår i släktet Amphiporus och familjen Amphiporidae. Inga underarter finns listade i Catalogue of Life.